# Queen of Time
Albums de Amorphis
Under the Red Cloud
(2015)
Queen of Time est le treizième album studio du groupe de metal finlandais Amorphis, sorti en 2018 chez Nuclear Blast. Il a été produit par Jens Bogren. 
Il marque le retour à la basse d'Olli-Pekka Laine (en), déjà présent dans le groupe de 1990 à 2000, et remplaçant Niclas Etelävuori qui l'a quitté en 2017.

## Production
L'album est produit, enregistré et mixé par Jens Bogren aux Fascination Street Studios, en Suède. Il a été masterisé par Tony Lindgren, dans le même studio.
Les paroles sont écrites par Pekka Kainulainen, qui s'inspire une nouvelle fois du Kalevala. On l'entend également prononcer un texte en finnois dans le morceau Daughter of Hate.
Le groupe a pour la première fois utilisé un orchestre et une chorale israélienne, Hellscore. Sont également présents un solo de saxophone sur Daughter of Hate, de l'oud sur Golden Elk, ou encore des flûtes sur plusieurs titres. L'album comprend de nombreux passages d'inspiration orientale, notamment grâce aux cordes du Orphaned Land Oriental Orchestra, du groupe de metal oriental Orphaned Land.
La couverture et le design de l'album ont été réalisées par l'artiste français Jean Valnoir Silmoulin.

## Sortie et promotion
Queen of Time est sorti le 18 mai 2018 chez Nuclear Blast. Plusieurs titres ont été dévoilés préalablement à la sortie de l'album : The Bee le 23 mars 2018 et Wrong Direction le 20 avril 2018. Le clip de Among Stars, avec Anneke van Giersbergen, est publié le 18 mai 2018, le jour de la sortie de l'album.

## Liste des pistes
| 1.    | The Bee                                      | S. Kallio     | 5:30 |
| 2.    | Message in the Amber                         | E. Holopainen | 6:44 |
| 3.    | Daughter of Hate                             | E. Holopainen | 6:20 |
| 4.    | The Golden Elk                               | S. Kallio     | 6:22 |
| 5.    | Wrong Direction                              | E. Holopainen | 5:09 |
| 6.    | Heart of the Giant                           | S. Kallio     | 6:32 |
| 7.    | We Accursed                                  | S. Kallio     | 4:59 |
| 8.    | Grain of Sand                                | E. Holopainen | 4:44 |
| 9.    | Amongst Stars (feat. Anneke van Giersbergen) | S. Kallio     | 4:50 |
| 10.   | Pyres on the Coast                           | E. Holopainen | 6:19 |
| 57:29 |                                              |               |      |

| Pistes bonus | Pistes bonus         | Pistes bonus | Pistes bonus | Pistes bonus | Pistes bonus | Pistes bonus | Pistes bonus | Pistes bonus | Pistes bonus |
| No           | Titre                | Musique      | Durée        |              |              |              |              |              |              |
| ------------ | -------------------- | ------------ | ------------ | ------------ | ------------ | ------------ | ------------ | ------------ | ------------ |
| 11.          | As Mountains Crumble | O. Laine     | 6:17         |              |              |              |              |              |              |
| 12.          | Brother and Sister   | S. Kallio    | 6:03         |              |              |              |              |              |              |
| 69:49        |                      |              |              |              |              |              |              |              |              |

## Personnel
Source  : livret de l'album.

### Membres du groupe
- Tomi Joutsen (en) : chant
- Esa Holopainen (en) : guitare solo
- Tomi Koivusaari (en) : guitare rythmique
- Olli-Pekka Laine (en) : basse
- Santeri Kallio : clavier, orgue d'église
- Jan Rechberger : batterie

### Musiciens additionnels
- Anneke van Giersbergen : chant sur Amongst Stars
- Aki Sihvonen : piano, orgue Hammond
- Hellscore : chœurs
- The Orphaned Land Oriental Orchestra : cordes
- Matteo Sisti et Chrigel Glanzmann : tin whistle et low whistle
- Jørgen Munkeby : saxophone sur Daughter of Hate
- Affif Merhej : solo d'oud sur Golden Elk
- Albert Kuvezin : chant guttural sur The Bee
- André Alvinzi : claviers additionnels sur The Bee

### Production
- Jens Bogren (en) : producteur, enregistrement, mixage
- Tony Lindgren : mastering
- Linus Corneliusson : assistant édition et mixage, mixage de Brother and Sister
- Noa Gruman : arrangements et direction des chœurs
- Jonathan Kossov : enregistrement des chœurs
- Francesco Ferrini : arrangements orchestraux
- Pekka Kainulainen (fi) : paroles, narration sur Daughter of Hate
- Ikevil : traduction des paroles
- Lars Johnson Photography : photographies de l'album
- Jean "Valnoir" Silmoulin : couverture et design du livret de l'album